# 이이
이이(李珥, 1536년 12월 26일~ 1584년 2월 27일)는 조선의 문신이자 성리학자이다.
관직은 이조판서(吏曹判書)에 이르렀다. 서인(西人)의 영수로 추대되었다. 이언적, 이황, 송시열, 박세채, 김집과 함께 문묘 종사와 종묘 배향을 동시에 이룬 6현 중 하나다. 아홉 차례의 과거에 장원급제하여 구도장원공(九度壯元公)이라는 별칭을 얻었다. 그의 업적은 성리학에서의 이기일원론의 학문을 밝힌것으로 잘알려져있다.

## 개요
15세 때 어머니 신사임당이 죽자 3년간 여묘살이를 한 후, 아버지가 계모 권씨와 재혼하자 금강산에 들어가 승려가 되었다. 이 때문에 훗날 그가 죽은 후에까지도 '머리를 깎고 승려가 되려다가 환속한 사람'이라고 동인과 남인이 공격하는 빌미가 되었다. 이준경이 죽기 직전 붕당의 폐에 관한 유차를 올리자 '죽음에 이르러 말이 악하다'고 공격하였으며 이후 이준경의 처벌까지 상주하기도 했다. 그러나 후일 당쟁이 현실화하자 스스로 크게 뉘우치고 동인, 서인 사이의 당쟁 조정을 평생 정치 이념으로 삼았다.
공납(貢納)의 폐단 시정책인 대공수미법(代貢收米法) 실시를 주장하고, 병조판서로서 여진족 이탕개의 침입을 격퇴한 후, 10만 양병설을 주장해 임진왜란을 예언했다는 명성을 얻었다. 또한 그는 향약의 보급에 참여하는 한편, 안정기에 접어들면서 혼란해진 사회를 개혁할 방법으로 다시 건국 초기와 같은 초심으로 돌아가자는 경장론을 제시하였다. 그는 붕당을 조정하지 못한 한을 남긴 채 죽었으며, 사후 의정부영의정에 추증되었다. 성혼, 송익필, 김장생 등과 함께 기호 지역이 기반인 서인의 종주로 추앙된다. 그를 문묘에 종사하는 문제를 놓고 인조반정 이후 50년간 논쟁의 대상이 되다가 숙종 때 경신환국으로 서인들이 집권한 후 문묘에 종사되었다.

## 생애

### 출생과 가계
율곡 이이는 1536년 강원도 강릉부 죽헌동에 있는 외가인 오죽헌(烏竹軒)에서, 덕수 이씨 통덕랑 사헌부감찰 이원수와 평산 신씨 신사임당의 셋째 아들로 태어났다. 오죽헌 별채에서 태어났는데, 신사임당이 태기를 느끼게 된 계기가 흑룡이 바다에서 하늘로 오르는 꿈이었기 때문에, 나중에 그가 태어난 방은 몽룡실(夢龍室)이라 일렀고, 아이 때의 이름은 '현룡'(見龍)이라 지었다가 뒤에 이(珥)로 바꾸었다. 이후 경기도 파주에 자리한 본가로 와서 생활하였다.
이이의 아버지 이원수는 사헌부 감찰, 수운 판관과 통덕랑을 지냈으며, 중종 때의 형제 정승인 경재 이기, 용재 이행의 5촌 조카였는데, 이기는 의정부영의정을, 이행은 의정부좌의정을 각각 지냈다. 또한 종숙(당숙) 이기와 이행은 당대의 실권자들이었고, 그들은 외가쪽으로는 생육신 성담수, 성담년의 조카이고, 사육신 성삼문의 외종조카들이었다. 그러나, 아버지 이원수는 통덕랑 자현부감찰에 이르렀다.
벼슬이 낮았던 아버지 이원수는 승진하고자, 일부러 당숙이자 김종직의 문인이며 글을 잘 썼던 이기의 문하에 출입했으나, 부인 신사임당의 권고로 그만두었다. 야사에 의하면, 신사임당이 남편 이원수에게 이기의 집에 출입하다가 화를 당할 것이라고 경고했는데, 과연 이기는 청렴했고 글도 잘 지었으며 벼슬이 의정부영의정까지 이르렀지만, 을사사화에 가담한데다 권력을 남용한 탓에 명종 말엽 관작을 삭탈 당했다.
어머니 신사임당은 학문적 소양이 깊었고, 시문과 서화에 능했다. 또한 어머니 신사임당은 높은 덕을 지닌 인격자였을 뿐만 아니라, 절개가 굳고 시부모를 잘 섬긴다고 칭송을 받던 인물이었다. 이러한 어머니를 두었던 이이는 어려서 어머니에게서 학문을 배웠다. 이런 교육환경 덕에 그는 어려서부터 매우 총명하였다. 그의 외할아버지 진사 신명화(申命和)는 조광조 등과 가까이 지냈으며, 기묘사화 때의 의리를 지켜 벼슬에 나가지 않았다. 외할아버지 신명화는 아들이 없이 딸만 여럿 두었는데, 딸들에게도 유교, 성리학을 가르치고, 공자, 맹자, 주자의 도리를 가르쳤다.
이원수는 신사임당 외에도 권씨라는 첩을 한명 더 두었다. 서모 권씨는 주모 출신으로 술주정이 심하였는데, 신사임당에게는 근심이 되었을 뿐만 아니라 신사임당이 세상을 떠난 뒤, 권씨는 이이를 괴롭혔으나 그는 원한을 품지 않고 서모를 극진히 모셨다.

### 유년기와 소년기
이이는 어려서 신동이라 불렸다. 그는 생후 1년도 안돼 말과 글을 깨우쳐서 주변을 놀라게 하였는데, 3세 때에 이미 글을 깨우쳤을 뿐만 아니라, 어머니 신사임당의 글과 그림을 흉내낼 정도로 놀라운 천재였다. 이이는 4세 때 중국의 역사책인 《사략》의 첫 권을 배웠는데 가르치는 스승보다도 더 토를 잘 달았다고 한다.
이이는 어머니에 대한 효성이 지극하여 5세 때에 어머니 신사임당이 병으로 자리에 눕자, 외할아버지의 위패를 모신 사당에 홀로 들어가 매일 1시간 동안 기도를 올릴 정도로 어머니를 아끼는 마음이 컸다. 행방불명이 된 이이를 찾던 가족들은 외조부 신명화의 사당에 엎드려 어머니를 낫게 해달라는 어린 이이가 기도하는 모습을 보고는 탄복하였다 한다. 또 11세 때에는 아버지 이원수가 병으로 자리에 눕자, 이이는 칼끝으로 자기의 팔을 찔러 흘러내리는 피를 아버지의 입에 넣어 드렸다고 한다. 그리고 사당에 들어가 아버지의 병을 낫게 해 달라고 눈물을 흘리며 기도했다.
8세 때는 화석정(花石亭)에서 팔세부시(八歲賦詩)를 지어 사람들을 놀라게 하였다.
林亭秋已晩 / 騷客意無窮

숲에는 가을이 저물어 가매  /  시인의 시정은 그지없어라.

遠水連天碧 / 霜楓向日紅

물빛은 하늘에 닿아 푸르고  /  단풍은 햇빛 따라 불타올라라.

山吐孤輪月 / 江含萬里風

산에는 둥근 달이 솟아오르고  /  강에는 끝없는 바람 어려라.

塞鴻何處去 / 聲斷暮雲中

기러기는 어디로 가는 것인가  /  저무는 구름 새로 소리 끊겨라.

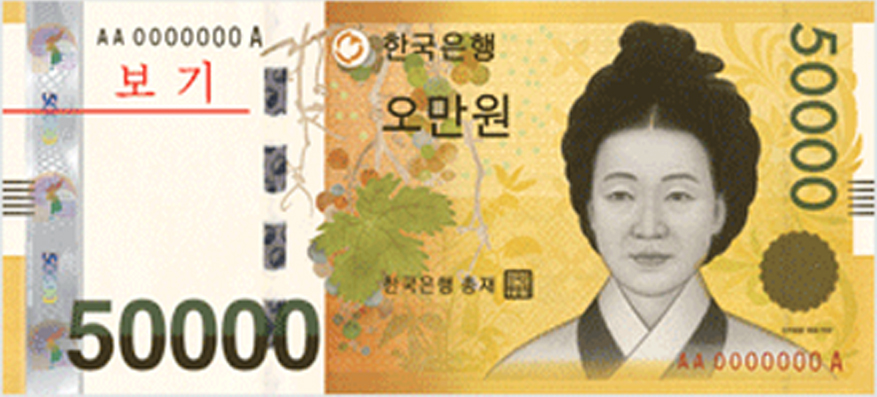
5만원권 화폐에 도안된 어머니 신사임당

어머니 신사임당이 자주 병환에 눕자, 이이와 형제들은 지극정성으로 어머니 신사임당의 병구완을 하였다. 그러나, 1551년(명종 6년)에 어머니 신사임당은 끝내 병으로 세상을 떠났다. 이후, 이이는 정신적으로 방황하였는데, 서모 권씨의 술주정과 괴롭힘은 그의 방황을 부추겼다. 그는 외할머니 이씨와 서신을 주고받으며, 어머니의 빈자리를 외할머니에게 의존하였으나, 그마저도 곧 세상을 떠난다.
그는 성주목사 노경린의 딸 곡산 노씨와 결혼하였고, 김씨 와 이씨 두명의 첩을 두었다. 그중 이씨의 서녀에게서 얻은 딸 이씨는, 이이가 죽은 뒤 그의 제자였던 김장생의 아들 김집의 첩으로 출가하였다.

### 청소년기

#### 학문 수학과 친구

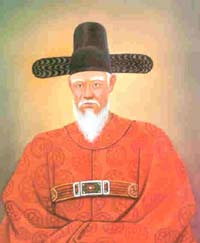
스승 휴암 백인걸
(그는 조광조, 김식, 김안국의 학통을 다시 율곡 이이와 우계 성혼에게 전수하였다.)

1548년, 이이는 13세 때 어른들도 따내기 힘든, 진사 초시에 장원 급제를 따내어 시험관 뿐만 아니라 부모와 주위 사람들까지 놀랐을 정도였는데, 지금으로 친다면 초등학교 6학년 학생이 고위공무원(정부 기관이나 지방 공공 단체의 높은 직책을 가진 사람) 시험에 합격한 것이나 다름없다.
이이의 학문은 날로 깊어가서 16세 때에는 더 가르칠 것도 없을 정도였으며, 유교 경서뿐만 아니라, 그밖에 다른 여러 책까지도 통달하고 성리학을 깊이 연구하였다.
스승 없이 조광조를 사숙하다가 그는 조광조의 문하생인 휴암 백인걸을 찾아가 수학하였다.
백인걸의 문하에서 우계 성혼을 만나는데, 성혼은 그의 오랜 친구가 된다.
성혼은 조광조의 다른 문하생인 성수침의 아들이자 성수침의 문하생이기도 했다.
또한 고향 파주는 친구 성혼의 아버지 성수침의 연고지이기도 했다.
청년기의 이이와 성혼은 시류의 타락을 논하며 "살아도 같이 살고 죽어도 같이 죽자"고 맹세하였다. 그런데 1567년 선조가 인재를 추천받을 때 사림에서는 이 난세를 치유할 수 있는 인물로 우계를 천거하는데 경의 생각은 어떤가?" 라고 우계의 사람됨을 물었다.
선조의 물음에 율곡은 한마디로 "우계는 그러한 위인은 못 되고 학문에 힘쓰는 착실한 선비다" 라고 답변했다.
나라의 어려움을 건질 만한 인물이라고 사림에 떠받드는 인물이기 이전에, 자신의 오랜 절친한 친구를 착실한 선비에 불과하다고 한 것은 비교적 냉혹한 평가였다.
그런데 선조가 이어서 "경과 우계를 비교하면 어떤가?"라고 묻자 이이는 "재주는 소신이 우계보다 자신이 낫긴 하나 수신하고 학문적인 노력에 있어서는 우계에 미치지 못한다." 라고 솔직하게 답변했다.
성혼역시 이이의 그러한 답변에 유감을 갖지 않고 겸허히 받아들였다.

#### 모친상과 방황
1551년(명종 6년) 16살이 되던 해 이이는 수운판관인 아버지 이원수가 평양으로 출장을 갈 때 따라가게 되었다. 어머니 신사임당이 사망하자, 묘소가 있는 파주 두문리 자운산에서 3년간 시묘(侍墓)살이를 했다. 효성이 남달리 지극하였던 이이는 가족들의 만류에도 불구하고 스스로 3년 동안 어머니의 무덤 옆에 묘막을 짓고 생활하며 어머니의 명복을 빌었다. 또 아버지가 병으로 누웠을 때는, 사당에 들어가 아버지의 병을 낫게 해 달라고 눈물을 흘리며 기도했다.
또한 어머니 신사임당의 사후 자녀들은 서모인 권씨 부인에게서 수난을 겪어야 했다. 온후하고 자상한 어머니였던 신사임당과는 달리 권씨 부인은 술을 무척 좋아해서 새벽부터 술을 몇 잔 마셔야 겨우 자리에서 일어나는 성격이었고, 조금만 비위에 거슬리는 일이 있어도 빈 독에 머리를 박고 엉엉 울어댄다든가 노끈으로 자살 소등을 벌이는 등 행패가 심하였다. 자녀들이 당하는 고통은 말이 아니었다. 참다못한 이이는 가출을 감행할 정도였다.
어머니 신사임당의 오랜 병환과 죽음은 그에게 심적, 정신적 충격을 주었다. 그는 사람이 왜 태어나고 죽는가에 대해 계속 고민하면서 한동안 방황하게 된다. 결국 시묘살이를 마친 뒤 금강산으로 들어가 승려가 되었고, 그가 뒤에 불교에 입문했다가 환속한 뒤에도 문제 삼지 않고 받아준 것은 스승 백인걸과 오랜 친구 성혼이었다. 그러나 이때의 입산 경력은 그의 생전에도 송응개 등의 동인(東人)들과 허목, 윤휴, 윤선도 등의 남인(南人) 당원들에게 이단 학문에 빠졌다는 이유로 사상공세를 당하는 원인이 된다. 이이가 승려이며 불교도라는 동인, 남인, 북인계열 유학자(儒學者)들의 사상공세는 1910년(융희 4년) 조선이 멸망할 때까지도 지속된다.
조광조의 직계 제자였던 그의 스승 백인걸은 비교적 자유로운 분위기에서 유생들과 청년들을 가르쳤고, 이이는 스승인 백인걸의 스승이자 자신의 사조(師祖)가 되는 정암 조광조 조차 급진적이라며 거침없이 비난을 가하기도 했다.

#### 승려 생활과 환속

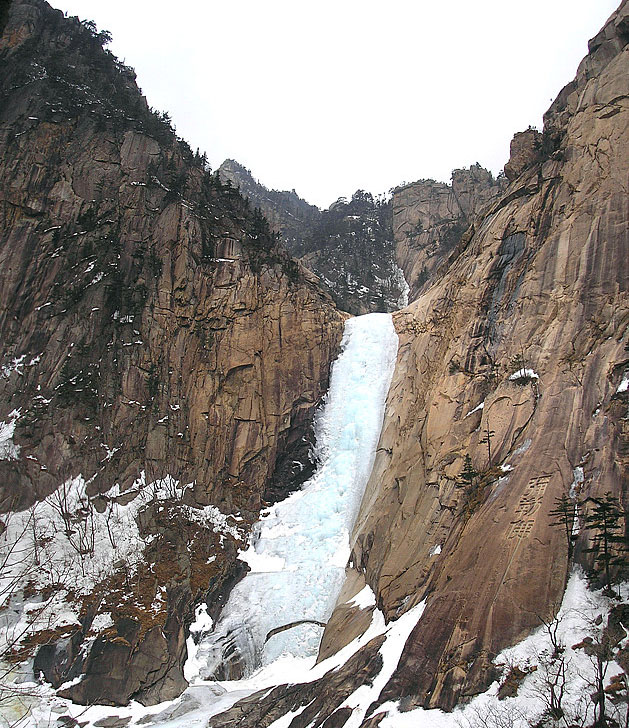
금강산 구룡연

묘막에서 독서에 열중하던 이이는 불교 서적을 읽고 유교와 색다른 학문에 흥미를 느껴 3년상이 끝난 1554년(명종 9) 금강산 마가연(摩訶衍)에 들어가 자신의 아호이기도 한 석담(石潭)이라는 법명으로 승려가 되어 불교를 연구하였다.
불도를 닦았는데, 그가 수행하는 중 승려들 간에 생불이 출현했다는 소문이 자자했다고 한다. 그러나 승려생활 내내 인간이 왜 태어나고 왜 죽는가에 대한 그의 질문에 대한 해답을 얻지 못했다. 결국 불교가 유교에 미치지 못한다고 확신하고 입산 1년 만에 마가연을 떠나 금강산에서 내려와 환속한다. 하지만 율곡 이이가 주기론을 말하고 아래의 연비어약 (鳶飛魚躍) 시를 남긴 것은 이미 불교에 대한 공부를 마쳤음을 말한다. 산에서 하산하며 그는 승려에게 이와 같은 시를 남기기도 했다.
연비어약 (鳶飛魚躍)

연비어약상하동(鳶飛魚躍上下同) /  솔개 날고 물고기 뛰는 이치 위나 아래나 매 한가지

저반비색역비공(這般非色亦非空) /  이는 색도 아니요 또한 공도 아니라네

등한일소간신세(等閑一笑看身世) / 실없이 한번 웃고 내 신세 살피니

독립사양만목중(獨立斜陽萬木中) / 석양에 나무 빽빽한 수풀 속에 홀로 서 있었네

불교의 무념 무욕이 그의 기질과는 맞지 않다고 판단, 1555년 20세에 금강산에서 내려와 다시 성리학에 탐독하며 유교의 진리를 통해 현실 문제를 타개하겠다는 다짐을 설파하며 《자경문》(自警文)을 집필하였다. 그러나 그가 한때 승려로 있었다는 점은 후일 동인과 남인에 의해 인신공격의 대상이 된다. 이이가 죽고 2백년이 지난 뒤에도, 근기남인의 지도자 허목, 윤휴, 윤선도는 이율곡을 학자의 탈을 쓴 스님이라고 공격했다.

#### 학자 생활과 과거에 급제
백인걸의 문인이기도 한 이이는 이황을 선학으로 모시고 존경하기도 하였다. 1558년(명종 13) 23살의 이이는 당시 대학자인 58세의 퇴계 이황을 찾아가서 만났다. 이이는 그곳에서 이틀간 머물며 이황과 학문의 여러 가지 문제와 사상을 논하고 시를 짓고 토론하였고, 이황은 그의 재능에 크게 감탄하였다. 비록 견해를 일치시키지 못했지만 그 후 이들은 가끔 편지를 서로 주고받으며 학문에 관한 질의 응답을 나누곤 하였다. 그의 학식과 달변을 높이 산 이황은 자신의 문인은 아니지만 후생가외라 하기도 하였다.
그 뒤에도 여러 차례 서신을 통하여 경공부(敬工夫)나 격물(格物)·궁리(窮理)의 문제를 서로 서신을 주고받으며 교류하였다. 그러나 이황을 방문하여 담론하던 중 이와 기의 문제를 놓고 이황을 논파하려 드는 것을 목격한 이황의 문도들은 그를 이인(異人)으로 의아하게 보면서도 적개심을 품게 되었는데, 후일 조정에 출사한 이황의 문도들 중 그를 알아보는 이가 있어 그를 스승 이황을 모욕하려 든 논적으로 규정한다.
이이가 질문을 하면 이황은 친절한 답변을 보냈고, 불교에서 과감히 벗어나 유교로 되돌아온 용기를 높이 평가하며 칭찬하는 글을 보내기도 했었다. 그해 겨울 별시(別試)에 장원하였는데, 이이는 13세 이후로 29세까지 생원시와 식년문과에 모두 장원으로 급제하였는데, 이로써 그는 과거에 총 9번 장원 급제하였다. 그리하여 그가 거리를 지나갈 때면 아이들까지 구도장원공(九度壯元公)이 지나간다고 우러러 보았다.
또한 친구 성혼과의 인연으로 대곡 성운, 남명 조식 등도 찾아가 그들과도 사물과 이기론, 주자와 육구연 등을 담론하기도 했다.

### 관료 생활과 개혁 활동

#### 관료 생활 초기
1564년(명종 19) 이이는 식년문과에 급제한 후 곧 호조좌랑이 되었다가 예조좌랑으로 전임하여 국가를 위해 일하기 시작하였다. 이때 이이는 왕실의 외척 윤원형이 승려 보우를 궁중에 끌어들여 비행을 서슴지 않자 상소를 올려 보우를 제주도로 귀양을 보내고 윤원형을 관직에서 몰아냈다.
이후 이조좌랑을 거쳐 1567년 명종이 승하하고 선조가 즉위하였으나, 명종대의 외척인 좌의정 심통원은 대왕대비의 친족이라는 이름으로 축출되지 않고 재상직에 있으면서 횡포를 일삼았다. 이때 이이는 다시 상소를 올려 심통원을 탄핵하였다. 인순왕후는 곧 수렴청정을 거두었고, 심통원은 삭탈 관직되어 쫓겨났다.
그는 관료생활 중에도 꾸준히 이황, 조식, 성혼, 정철 등과 서신을 주고받으며 학문을 연구하였다. 1568년(선조 1년) 천추사(千秋使)가 명나라로 갈 때 사신의 서장관(書狀官)으로 연경에 동행한 뒤, 1569년 귀국 후, 홍문관부교리가 되었다. 곧 홍문관부교리로 춘추관기사관에 겸임되었으며, 《명종실록》의 편찬에 참여했다. 이때 그는 퇴청후 오랜 친구인 성혼과 '지선여중(至善與中)' 및 '안자격치성정지설(顔子格致誠正之說)' 등 주자학의 근본문제들을 놓고 서신으로 장기간 토론하였다. 그해 홍문관교리를 지냈으며, 1569년 음력 9월에는 송강 정철과 함께 《동호문답》(東湖問答)이라고 하는 책을 써서 선조에게 올렸다. 그 무렵에 가장 관심 갖고 추진해야 할 일이 무엇인가를 ‘시무’(時務)와 ‘무실’(務實)이라는 용어를 사용하며, 급선무로 해결해야 하는 정치가 어떤 것인가를 명확히 밝혔다. 기회가 있을 때마다 이이는 계속 ‘시무’가 어떤 것인가를 계속하여 상소로도 올리기도 하였다.
심의겸은 율곡 이이가 자신의 종조부 심통원 등을 공격하여 탄핵, 몰락시켰음에도 이이에게 사사로운 감정이나 원한을 갖지 않고 계속해서 친하게 지냈다. 심의겸은 이이를 인격적으로 신뢰하였다. 이이는 그런 심의겸의 인품에 탄복하여 을해당론 이후에도 심의겸을 구원해주려 노력했고, 심의겸은 이이를 서인의 정신적 지주로 추대하였다.

#### 동료들과의 갈등

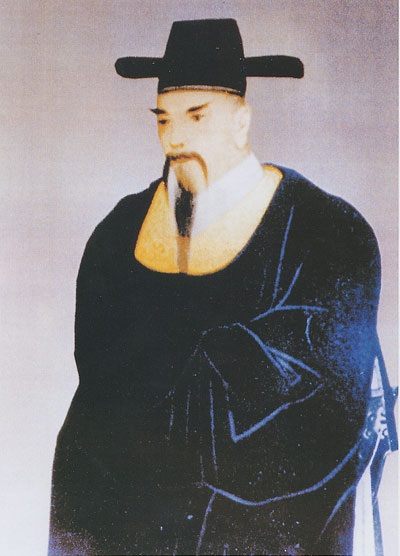
정적의 한사람인 허엽

그는 허례와 허식을 비판하였다. 그러나 도덕과 윤리와 예절이라는 이름으로 가장된 위선과 형식, 겉치례가 팽배한 사회에서 율곡의 이러한 사물의 본질에 입각한 정직한 자세는 통용되기 어려웠다.
율곡의 이러한 사물이나 인간에 대한 정직한 자세는 많은 오해를 불러일으켜 당시 동료는 물론 선배와 원로대신들로부터도 미움을 사 오국소인(誤國小人)이라고까지 지탄을 받았다. 특히 원로대신들 중 허엽과 이준경 등은 율곡을 예절과 근본도 모르는 인간이라고 분을 터뜨렸다.
이이의 솔직함과 냉정함에 화가 난 이준경은 이이의 스승 백인걸을 찾아가 항의를 한 일도 있다. 한번은 이준경이 백인걸을 찾아가 "자네가 추천한 이 아무개라는 인간이 왜 그 모양인가?" 하고 드러내놓고 역정을 내기도 했다.
그러나 이 발언이 이이의 귀에 들어가면서 이이는 이준경을 상당히 부정적으로 생각했고, 이준경 역시 이이의 인격을 의심하였다. 그런데 이이의 재종조부 이기는 그가 공격했던 동고 이준경과 정적관계이기도 했다. 일부에서는 사사로운 원한관계로 그가 이준경을 싫어한다, 미워한다는 인신공격성 낭설이 돌기도 했다.
이이는 서경덕의 기중심의 설을 성리학자 답지 않게 도에 치우쳤다며 공박했고, 이황의 사단칠정인 이기호발설을 비판하여 이와 기는 한 몸체에서 나온다며, 기는 능동성이 있지만 이는 없기 때문에 사단 뿐만 아니라 칠정도 기가 발동하고 리가 그것을 탐으로서 발생된다는 기발이승일도설을 주장했다. 조식에 대해서는 '세상을 피하여 홀로 서서 뜻과 행실이 높고 깨끗하겠지만, 학문을 하면서 실제로 체득한 주장과 견해가 없고, 상소한 것을 보아도 나라와 백성을 위한 방책은 없다'며 정구, 정인홍, 김우옹 등의 문인들이 그를 추앙해 도학군자라고 하지만 이는 지나친 말이라 하였다. 이는 서경덕과 조식, 이황의 문하생, 추종자들의 분노를 자아냈고, 허엽과 김효원, 송응개, 윤승훈, 허봉, 송응형 등은 이이를 줄기차게 비난하고, 공격하게 된다.

#### 인재 천거
그러나 사심 없이 사물을 판단하려는 그의 자세는 선조를 매료시켰고, 선조는 일이 있을 때마다 그를 불러 자문하곤 했다. 젊은 나이에 왕의 자문역을 맡게 된 것을 부담스러워하여 스스로 사양하였으나, 왕은 계속 그를 불러들였다.
사림의 천거로 친구 성혼이 중망에 오르자 선조는 율곡을 불러 "사림에서는 이 난세를 치유할 수 있는 인물로 우계를 천거하는데 경의 생각은 어떤가?" 라고 그에게 성혼의 사람됨을 물었다. 율곡과 우계는 "살아도 같이 살고 죽어도 같이 죽자"는 동심일체의 교우관계를 지닌 사이였다. 하지만 선조의 물음에 율곡은 한마디로 "우계는 그러한 위인은 못 되고 학문에 힘쓰는 착실한 선비입니다" 라고 답변했다. 나라의 어려움을 건질 만한 인물이라고 사림에서까지 떠받드는 절친한 친구를 착실한 선비에 불과하다고 한 이 답변 역시 일상의 상식으로는 이해하기 어려운 냉혹한 평가다. 선조가 이어서 경과 우계를 비교하면 어떤가라고 묻자, 율곡은 "재주는 소신이 우계보다 좀 나으나 수신과 학문의 힘씀에 있어서는 우계에 미치지 못합니다" 라고 답변했다. 율곡다운 정직한 답변이었다.
어느 땐가 선조가 "경은 과인을 어떻게 생각하는가?" 라고 묻자, 율곡은 "전하께서는 선한 의지를 가지고 계시니 학문에 힘쓰고 노력하면 현주賢主가 될 수 있습니다" 라고 답변했다. 이러한 답변을 통하여 선조에게 현명한 임금이 되어 달라는 말을 한 것이다. 율곡은 자신의 생각을 굽히지 않고 진실되게 대답했다. 또 선조가 율곡에게 어떠한 사람을 등용해야 하는가를 묻자, 율곡은 "전하에게 충성을 다짐하는 사람은 되도록 피하고, 자기 일에 충성을 다짐하는 사람을 가까이 하십시오. 전하에게 충성을 다짐하는 사람은 전하를 배신할 가능성이 있지만, 자기 일에 충성을 다짐하는 사람은 전하를 결코 배신하는 일이 없을 것입니다" 라고 답변했다. 그는 자신의 이름을 걸고 직무에 충실한 사람이, 사사로운 충심을 주장하는 자보다 더 믿을만 하다고 보았다.
서경덕, 조식, 이황 등에 대한 비판 외에도 선조는 당대 저명 학자들의 인물평을 내려보라고 율곡에게 지시하였다. 선조임금은 우계와 더불어 당시 정승감으로 물망에 오르고 있던 사암 박순, 퇴계 이황, 그리고 스승 백인걸에 대해 인물평을 했다. 백인걸에 대한 인물평을 요구받은 율곡은 한마디로 "기고학황氣高學荒" 이라고 답변했다. 쉽게 말해서 "기가 높고 글이 거칠다"는 것이다. 조광조의 문하생 중 수제자요, 자신의 스승이자 노상 자신이 가까이 모신 어버이 같은 인물에 대해 보통의 상식으로는 이해하기 어려운 냉혹한 평가였다. 이언적에 대해서도 박학하며 글을 잘 짓고, 몸가짐을 장중히 하고 입에서는 못쓸 말이 없었다고 하면서도 세상을 다스리고 백성을 구하는 데는 큰 재질이 없었고 벼슬에 올라가서도 절개가 없었다고 평했다. 또한 이언적이 옛 서적을 많이 읽고 저술을 잘했을 뿐, 가정에서는 부정한 여색을 멀리하지 못하고 조정에 나와서는 도를 행하지 못했다며, 그를 어찌 도학자로 추천할 수 있겠느냐는 평을 내렸다. 그러나 이는 동인에 의해 이이의 인격을 걸고넘어지는 꼬투리로 작용하게 된다.

#### 붕당 조절 노력

##### 동서 분당 직전
1570년(선조 3년) 관직을 사퇴하고 황해남도 해주 야두촌(海州野頭村)에 돌아가 학문의 터를 닦았다. 이듬해인 1571년 조정의 부름을 받고 청주목사로 임명되어 내려간 그는 서후향약을 정하고 백성들의 자치 생활을 권장하여 큰 성과를 거두었다. 다음해 그는 학문 연구를 위하여 신변을 핑계로 사직하고 해주로 낙향했다가 파주의 율곡촌으로 돌아와 학문에 힘썼다.
1572년 이준경이 병으로 임종하기 직전에 사림들이 당을 나누어서 다투게 될 것을 예견하였다. 그리고 당쟁의 중심인물로 이이를 지목하였다. 화가 난 이이는 이준경이 자신을 모함하는 것이라며 반박하였다. 이이는 붕당정치를 무조건 비판할 것이 아니며, 사람은 각자 사상이 다를 수 있다고 반박했다. 이이에 의하면 붕당은 국가정치를 문란하게 하는 무리가 아니라 뜻이 맞는 이들끼리의 모임이라고 반박했다. 그는 소인이 무리를 이루듯, 뜻을 같이 하는 군자들끼리 집단을 이루는 것은 당연하다고 보았다.
또한 상대방 정당이라고 해서 전부 소인배들만 있는 것은 아니라고 지적했다. 이준경이 당쟁을 예견하는 글을 쓰자 그는 이준경을 향해, 죽음에 이르러 그 말이 사악하다며 강도 높게 비난했다. 그러나 일부 사림 인사들은 그의 종조부 이기가 이준경과 원수였던 것과, 관료생활 초반 그의 솔직함을 비판하고 예의 없는 인간으로 몰고간 것에 대한 한풀이로 해석하였다. 뒤늦게 1575년 을해당론으로 동인, 서인 분당이 확실해지자, 그때 당론을 인정하고 자신의 실책을 인정하였다. 그러나 후에 이이는 자신의 저서 석담일기에서 이준경을 가리켜 '임금을 도로서 인도하지 못하고 오직 자기만 잘난 척 하면서 사람을 받아들이는 도량이 없었다'고 하였다.
1572년 파주 율곡리에 머무르며 친구인 성혼과 이기론, 사단칠정론, 인심도심설 등을 논하였다. 주로 성혼의 주장에 이이가 반박 또는 보충설명을 하거나, 성혼이 이이에게 질의하고 이이가 회답하는 형식이었다. 이때 성혼은 이황의 이기이원론도 옳을 수 있다고 하여 장기간 서신과 방문 토론을 벌이기도 했다. 한편 윤근수, 윤두수, 정철, 송익필 등이 그와 친해졌고 그는 자연스럽게 서인으로 기울게 된다.

### 정치 활동과 학문 연구

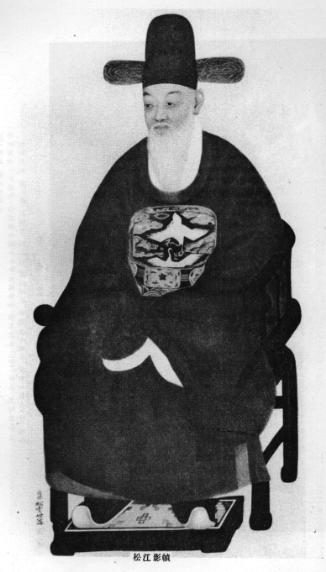
정치적 동지 송강 정철

그러나 1573년(선조 6년) 다시 선조의 부름을 받아 승정원의 동부승지가 되었다가 우부승지로 옮겨 《만언봉사》(萬言封事)라는 길고 긴 상소문을 올렸다. 이 상소문에서 이이는 조선의 정치와 사회 풍습 중에서 잘못된 것 7가지를 국가적 근심거리라고 지적하였고 세세하게 설명하여 개선책을 강구하라는 요구 사항을 열거하였다. 선조는 이이가 올린 상소문을 보고 감동하여 칭찬을 아끼지 않았다고 한다. 곧 병조참지에 임명되었다가, 그해 음력 3월 이이는 사간원 대사간에 임명되었다. 그러나 얼마 뒤 병으로 사퇴하고 다시 고향인 경기도 파주 율곡촌으로 내려가 학문 연구에 전심하였다.
1574년(선조 7년)에는 우부승지에 임명되었다가 또 조정의 요구로 황해도 감사로 부임, 약 반 년 간 재직하였다. 그 후에도 자주 조정과 고향을 왕복하면서 사간원대사간·사헌부대사헌·호조판서·대제학·이조판서·의정부우찬성·병조판서 등을 역임하였다.
1577년 황해도 해주의 석담으로 낙향하여, 은거하면서 아동교육서 겸 문맹 계몽, 글을 배우는 사람을 위한 기초지식 교육 서적인 《격몽요결 (擊蒙要訣)》을 저술했다. 학문 연구와 후학 양성에만 힘을 쓰다가 1580년 다시 선조의 부름을 받아 하는 수 없이 정계에 진출하였다. 이듬해 음력 9월 홍문관 부제학으로 있으면서, 주자학의 핵심내용을 요약한 요약본인 《성학집요 (聖學輯要》를 저술, 발간하여 보급시켰다. 5편으로 구성된 이이의 책을 받아본 선조는 “이 책은 참으로 필요한 책이다. 이건 부제학(율곡)의 말이 아니라 바로 성현의 말씀이다. 바른 정치에 절실하게 도움이 되겠지만, 나같이 불민한 임금으로 행하지 못할까 두려울 뿐이다.”라며 극찬을 아끼지 않았다. 1580년(선조 13) 기자의 일대기인 《기자실기 (箕子實記)》를 집필하였다.
이이는 평생 동안 대사간에만 9번이나 임명되었고, 선조의 신임은 계속되었다. 1581년 사헌부대사헌이 되었다가 곧 예문관제학에 임명되어 대사헌으로 예문관제학을 겸임하고, 동지중추부사를 거쳐 예문관대제학과 홍문관대제학을 겸임한 양관대제학(兩館大提學)이 되었다. 1582년 이조판서에 임명되었으며 이때 선조의 왕명을 받고 《인심도심설 (人心道心說)》을 지어 올렸으며, 같은 해 김시습의 일대기 《김시습전 (金時習傳)》과 학생 계몽서 《학교모범 (學校模範)》을 저술하였다.

##### 정쟁 조정 노력과 실패

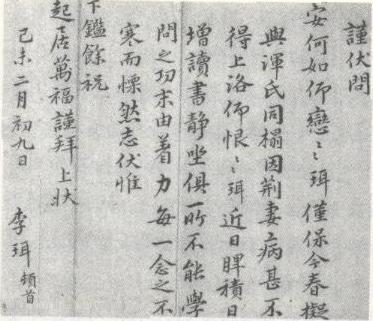
율곡 이이 서한

동인과 서인의 당쟁이 격화되자 그는 동인의 김효원, 서인의 심의겸과 정철을 동시에 탄핵하여 양당의 강경파들을 일선에서 후퇴시킴으로써 당쟁을 조절하려 하였다. 그러나 동인들은 그가 일찍이 불교에 귀의하여 승려가 된 것과, 그 승려가 되는 과정에서 서모(庶母) 권씨와 싸웠던 점을 집중 부각시켜 그를 공격하였다. 또한 당시 사대부가에서는 첩을 거느리는 것이 관행이었는데, 그가 첩을 두명 거느린 점 역시 동인(東人)당의 인신공격의 대상이 되었다. 또한 동인들은 그의 재종조부 이기가 장리(탐관오리)의 사위라서 관직에 제한을 받아야 했으나 이언적의 구제를 받고 출사했는데도 명종 때 을사사화에 가담하였고, 말년에 권력을 농단하다가 삭탈관직 당한 것까지 그에게 연결시켜서 공격하였다.
이이는 동인, 서인이 모두 학문을 하는 사류(士類)이며, 그 분열은 시국관, 환경, 의견의 차이, 개인의 사상, 관점 차이에서 연유한 것이기 때문에, 당초 주자가 처음 주장했던 진붕, 위붕이나 군자당, 소인당 등으로 나누는 군자소인 구별론은 이제와서 적용시킬 수 없다고 주장했다. 동시에 양시양비론(兩是兩非論)과 보합조제론(保合調劑論)을 제시하게 된다. 그는 동인, 서인 갈등의 시발점인 심의겸, 김효원 간의 알력, 시비에 대해 양시양비론을 적용하여 비생산적인 논쟁을 중단하고, 같이 조정에 출사하여 국사와 민생문제를 논할 것을 호소하였다.
그는 당쟁의 조절과 정쟁 중단을 촉구하였지만, 동인, 서인 붕당은 기존의 군자의 붕당과 소인의 붕당이 존재한다는 견해를 고수했고, 서인을 군자의 붕당, 동인은 소인의 붕당으로 생각하였다. 따라서 그는 당쟁을 조절하는데 노력하였지만, 비교적 서인의 입장에 서서 당쟁을 조절하려 하였고, 이는 동인에게 늘 불평불만과 적개심의 대상이 되었다. 그의 당쟁 조절을 중립적이지 못하다고 판단한 정여립은 서인에서 탈당하여 동인으로 건너간다. 그는 어느 붕당에나 군자, 소인이 있음을 거듭 반복하였다. 또한 자신을 비판한 동인계 인사에 대해서도 석방 사면을 탄원하기도 했다. 그러나 1583년 자신을 면전에다가 나라를 말아먹은 소인, 간신으로 공격하는 송응개 등 삼사의 언관에 대해서는 사면 요구를 거부하며, 엄정한 시비분별을 요구하기도 했다.
그는 당쟁을 조절할 목적으로 심의겸과 김효원을 동시에 비판하고, 정인홍과 함께 상주하였다. 그런데 이건창의 당의통략에 의하면 정인홍이 그뒤 홀로 심의겸을 공격하면서 심의겸이 윤두수, 윤근수, 정철을 끌어들였다고 지적했다. 그러자 이이가 정인홍에게 정철은 기개가 있는 사람이라 심의겸이 시키는 데로 움직일 사람도 아니라고 반박하고, 내가 정철을 추천했는데 지금 정철이 탄핵한다면 나는 이랬다 저랬다 하는 사람이 되지 않겠느냐 하였다. 정인홍이 난처해지니까 이이가 글을 올려 정철이 심의겸의 무리가 아니라고 하고, 자신의 관직을 체직시킬 것을 상소했다. 이때 윤승훈이 보통 사람은 뜻이 같고, 성격도 같은 뒤에 친해지는데 이미 정은 두텁다고 해놓고, 어떻게 성격은 멀어서 같지 않다고 하느냐고 반박했다. 이이는 윤승훈에게 당나라의 한유와 유종원, 송나라 때의 사마광, 왕안석, 소식과 장돈 등이 사귈 때 정은 형제같았지만 속마음은 연나라, 월나라와 같았다고 답하였다. 그러나 윤승훈의 반박을 불쾌하게 여긴 이이는 사석에서 "윤승훈은 무식해서 사림에게 붙어서는 시키는 대로 한다"고 하였다. 동인에서는 이 발언을 문제삼아 이이의 인격을 언급하며 비판하게 되었다.

#### 개혁 방안
이이는 조선이 건국하고 2백년이 경과하였으므로 다시 사회의 기강을 바로세워 관민에게 다시 개국 초기의 자세로 돌아가야 한다며, 변법 경장론을 주장하였다. 율곡 이이가 말하는 변법경장(變法更張)은 나라의 기강이 무너져 제대로 돌아가지 않음을 지적한 뒤 주장한 것으로서 다음 내용을 가지고 있다.
1. 문벌이나 출신보다는 능력 있는 사람을 기용하자.
2. 신분을 가리지 말고 평민을 포함하여 폭넓게 인재를 양성하자.
3. 중앙에서는 외척의 권력 집중화를 막고, 지방에서는 수령의 자질을 높이며 이서(吏胥)들에게도 녹봉을 주어 민폐를 막아야 한다.
4. 붕당을 막기 위해서는 사림의 공론을 존중하고 사기를 높여야 한다.
5. 민생을 괴롭히는 방납을 시정해야 한다.
6. 왕실 사유재산을 억제하고 왕실의 경비를 줄여야 한다.
7. 군포에 대한 족징과 인징을 금지해야 한다.
8. 공노비의 선상(選上)을 개선하여 부담을 줄여야 한다.
9. 사창제를 실시하여 빈민을 구제해야 한다.

이는 율곡 이이가 당시 개혁적인 성격을 지녔음을 말해준다. 율곡 이이는 조세 제도에 대한 철저한 관리 및 대장 기록의 중요성도 설파하였다. 탐관오리가 공납이나 진상물을 빙자하여 갈취한 물품을 사적인 축재에 쓴다며 거듭 주장했다.

##### 군제와 공직 개혁
또 1583년(선조 16) 병조판서에 임명되고, 병조판서로 시작된 그해 음력 2월에는 국방력 강화를 위해 《시무육조》를 계진하였는데 내용은 첫째 어진이를 등용하시오, 둘째 군대와 백성을 제대로 키우시오. 셋째 재용(財用)을 넉넉하게 마련하시오, 넷째 국경을 견고하게 지키시오, 다섯째 평소 전쟁에 나갈 군마(軍馬)를 충분하게 확보하고, 길러야 합니다, 마지막 여섯 번째는 교화(敎化)를 밝히라는 것이었다. 같은 해 음력 4월 다시 ‘봉사’(封事)를 선조에게 올려 그동안 주장했던 폐정에 대한 개혁을 실시할 것을 다시 반복해서 요구하였다.
봉사에는 공안(貢案)의 개혁, 군적을 고치고 지방의 군현을 합병하여 불필요한 공직자 수를 줄이고, 관찰사(도지사)의 임기를 보장하여, 관찰사로 하여금 지방을 제대로 다스릴 기회를 주어야 한다고 하는 요구였고, 서얼 제도를 폐지하며 신분에 관계없이 천민이나 노비 중에서도 능력 있는 사람은 평등하게 공직에 발탁하여 나랏일을 맡겨야 한다 등이었다. 그리고 '찬집청'(纂輯廳)이라는 관청을 신설하여 국가에서 각종 서적들의 편찬 사업을 주관해야 한다고 주장했으며, ‘경제사(經濟司)’를 신설하여 국가의 경제 문제의 해결을 담당하는 전담 부서로 활용해야 한다고 방안을 내놓았다.
이이는 당색을 초월해서 인재를 구해야 한다고 주장했다. 그에 의하면 동인과 서인에 군자만 있는 것이 아니라 소인도 있을 수 있다며, 서인에 군자가 있으면 소인도 있고, 동인에도 소인배만 있는게 아니라 군자도 있을 수 있다며, 당파 위주로 서로 자기 당파 사람만 천거하고 끌어주고 밀어주는 인사정책에 반대하며, 당색을 떠난 채용을 주장했다. 그러나 그의 주장은 같은 서인들로부터도 동인에게 우호적인 것이 아니냐는 의심을 받았다.
그는 양반에게도 똑같이 군역을 부과하고 병력을 증강할 것을 주청하였다. 군사비용 발생에 대한 대안으로 그는 불필요한 관직자의 수효를 줄이고, 실직에 있지 아니한 자에게는 품계 역시 회수할 것을 건의하였다. 그러나 이러한 주장은 양반들의 집단 반발에 부딛쳐 공세의 대상이 되었다.

##### 서얼 허통론
1583년(선조 16년) 변방에서 이탕개의 난이 일어나자 당시 병조판서 율곡 이이는 국난을 극복하기 위한 제안으로, 전쟁에서 공훈을 세우거나 군량미를 내면 서얼에게도 벼슬길을 열어주자는 주장을 하였다. 그러나 태종의 유언을 빌미삼아 서얼차대에 집착했던 양반들의 반대에 부딛혀 좌절되었다. 그러나 이이의 납속 허통 주장은 서얼허통의 물꼬가 됐다. 바로 이 때 이언적의 서손자이자 이전인의 아들인 이준도 납속허통을 받아 자신과 후손들의 과거 응시 길을 열었다. 이언적의 서자 이전인은 뛰어난 학행과 효심이 남달랐으나 서자라는 이유로 이언적의 대를 잇지 못했다.
서얼 허교 주장 역시 유학자들에 의해 태종 이방원의 유지를 거스르는 행위라는 비난을 계속하였고, 동인에서는 그가 사사로운 원한으로 불교에 입문했던 점을 계속 들먹이며 그가 사회를 어지럽힐 생각으로 서얼의 허통을 주장한다며 공세를 계속하였다.
그의 서얼 허통은 신분제를 문란하게 만들 우려가 있다는 동인들의 공격을 받았고, 심지어는 같은 당인 서인들로부터도 비난의 대상이 되었다. 그런데 유일하게 동인인 류성룡과 정구가 그의 서얼 허통 주장에 '인재를 가려 쓰는 데는 차별이 있어서는 안된다'며 당색을 초월하여 동의하였다.

##### 십만 양병설
또한 이이는 선조에게 10만 양병설을 주장하여 동인의 반감을 사기도 하였다. 그는 일본의 전국시대는 종결될 것이며, 일본을 통일할 무사는 일본 내 세력 내 갈등 완화와 국내 관심사를 다른 곳으로 돌리기 위한 목적으로 미구에 명나라나 조선을 침공할 것이라고 주장했다. 일본의 도발에 대한 대응으로 그는 10만 명의 정병을 양성하여 일본의 침략에 대비할 것을 건의하였다. 그러나 그의 이러한 견해는 동인에 의해 왕을 현혹하기 위한 발언으로 치부되었고, 서인조차 그의 생각이 지나친 상상력과 허언이라며 호응해주지 않았다.
이이가 10만 양병설을 주장하던 당시, 조선의 총 병력수는 장부상으로는 30만 명이 넘었으나, 실제 전투 가능한 병력 숫자는 1,000명 정도가 되었다고 한다. 1581년 대제학 재직 중 오랫동안 저술하던 《경연일기》의 완성을 보았다.
선조의 두터운 신임을 받은 이이는 1582년 이조판서와 형조판서를 거쳐 병조판서에 임명되어 여진족의 반란을 진압하였고, 대제학을 역임하고 우찬성에 올랐다. 이듬해 당쟁의 조정을 시도하였으나 오히려 탄핵을 받아 일시 퇴직되었다가 다시 이조판서가 되는 등 반대파의 탄핵에 시달리느라 제대로 경륜와 소신을 펼칠 만한 기회는 부족하였다.

##### 십만양병설에 관한 의혹
이이의 십만양병설에 관해 의혹을 제기하고 있는 학자도 있다. 그의 주장에 의하면, 십만양병설은 당시 조선의 사회적, 경제적 능력으로 보았을 때 절대적으로 불가능한 사안이었으며, 그러한 한계를 분명히 파악하고 있던 실무적 유학자인 이이로서는 오히려 십만양병설을 주장하기 어려웠을 것이라는 추측이 가능하다고 한다.
실제로 이이가 올렸던 상소문과 각종 글을 모은 문집을 살펴보면 당대 다른 중신들도 즐겨 쓰던 '양병'이란 글자는 나올지언정 '십만양병'에 관련된 내용은 일체 나오지 않는다고 하며, 오히려 군축을 해야 한다는 상소문이 십만양병설 대신 자리 잡고 있다고 주장한다. 이어 덧붙이기를, 십만양병설에 관련된 내용은 후대에 세워진, 율곡 이이를 기리는 비문에 처음으로 등장한다고 하며 이는 율곡 이이를 숭배하던 후대 조선 유학자들이 일종의 신성화를 노려 임의로 추가하였다고 한다.

#### 후학 양성
정여립은 일찍이 이이의 문하에서 수학하였다. 이이의 다른 제자들은 정여립을 "넓게 배우고 많이 기억하여 경전을 통달하였으며, 의논이 과격하고 드높아 바람처럼 발하였다"고 하여 긍정적으로 평가하기도 했다. 이이 역시 정여립의 재주를 총애하였다. 그러나 이이는 그의 과격성을 눈여겨보았고 때로는 그를 경계하게 된다.
훗날 정여립이 과거에 급제하고 이이의 문하를 다시 찾아갔을 때 그가 서인당을 왜 찾아왔는지 까닭을 묻자, 정여립은 "저는 서인당을 찾아온 것이 아니라, 율곡 선생님을 찾아온 것입니다"라고 대답하였다.
한때 정여립의 재주를 아껴 총애했다던 이이는 죽기 석 달 전에 여러 가지 이유를 들어 관직(이조판서직)의 사퇴의 상소를 선조에게 올리면서, "정여립은 박학하고 재주는 있으나 의논이 과격하여 다듬어지지 못한 병폐가 있다"고 지적하였을 정도였다. 이에 선조 임금도 "그런 사람을 어찌 쓸 수 있겠는가? 사람을 쓸 때는 그 이름만 취할 것이 아니라 반드시 시험을 해봐야 알 수 있는 것이다."라고 답하였다고 한다.
이이와 선조가 정여립을 이처럼 평하고 배척하였던 데는 다른 사적인 문제도 있었을 터이지만, 이이는 당시의 상황을 어느 정도 정확하게 감지하고 있었던 것 같다. 즉 그 때는 동인과 서인간의 대립이 점차 양극화되기 시작한 때였고, 선조는 이를 제대로 극복하기 어려운 상황에 있었다. 이런 때에 재주와 출세 의식, 과격한 성격을 가진 정여립은 자칫 분란의 소지가 될 수 있다는 점을 이이와 선조는 경계했던 것이다. 정여립이 뛰어난 재질과 대담한 용기를 가진 인물임을 한편으로 인정하면서도, 선조와 그 측신들은 정여립이 이이를 배척했다는 이유로 그를 향리로 추방하고, 결국 반역의 굴레를 씌워 죽음으로 내몰았던 것이다.

### 생애 후반

#### 정여립과의 갈등
정여립은 총명하고 논변을 잘하여 널리 이치를 탐구하는 데에만 힘썼으며, 특히 시경과 훈고, 물명(物名)에 정통한 것으로 자부하였다. 그는 이이의 문하만이 아니라 성혼의 문하에서도 수학하였다. 이이와 성혼도 정여립의 박식, 총명함을 좋아하여 그를 조정에 적극 천거하기도 하였다. 1570년(선조 2년) 식년 문과 을과에 급제한 정여립은 다시 스승인 이이의 문하에 출입하며 수학하였다. 그러나 당시 이이 문하에 드나드는 선비들이 오직 서인뿐이고 동인들은 전혀 보이지 않자, 이이에게 다음과 같이 지적하였다.

- 정여립 : 서인만이 이 나라 사대부입니까?
- 이이 : 동인들은 늘 반대만 하거든.
- 정여립 : 그래도 그렇지, 동인에도 반드시 인물이 있을 텐데 무조건 백안시하는 건 좋지 않은데요.
- 이이 : 뭐야?
- 정여립 : 사람이면 다 같은 사람이지 동인 서인 나뉘었다고 일부 선비들이 그들을 짐승으로 취급할 것 까지는 없잖습니까?
- 이이 : 내가 호랑이 새끼를 키웠나

이이는 동인들의 공격으로 동인들에 대한 감정이 극도로 악화되어 있었다. 한편 다시 찾은 스승 이이가 아직도 공정하고 합리적으로 바라보리라 생각했던 정여립은 실망하게 된다. 이미 이이와 정여립 사이에는 이미 틈이 벌어지기 시작하였고, 서인이 대부분인 이이의 다른 제자들과도 마찰을 빚었다. 정여립에 대한 이이의 불신이 깊었던 것으로 짐작된다. 이런 이유로 정여립은 스승을 배반했다는 공격을 받게 되었고, 끝내 그 보복을 받았던 것이다.
이이와 정여립 사이에 서인과 동인에 대한 인식 차이로 약간의 갈등이 있었던 것으로 보이기는 하지만, 두 사람 다 붕당에 얽매이는 것을 별로 좋아하지 않았던 인물들이다. 이이는 평소 선조에게 붕당을 초월하여 인재를 등용할 것을 건의한 바 있었고, 정여립은 이이 문하에 의외로 서인당이 많고 그들이 편견이 심하다는 사실에 반발하였던 것이다. 그런 이유로 정여립은 이미 이이가 죽기 전에 서인당을 떠났던 것이다. 그런가 하면 정여립이 이이를 배반했다는 당시 서인들의 주장에도 불구하고, 정여립은 이이를 참다운 성인으로 숭배했다는 이야기도 있다. 오히려 이이는 정여립의 과격한 성격을 상기시켜 그가 이조전랑의 물망에 올랐을 때 반대하였다.

#### 과로와 병세
1582년(선조 15년) 이조판서에 임명되었다가 형조판서를 거쳐 병조판서로 임명되었다. 병조판서로 있을 때부터 갑자기 과로로 쓰러진 그는 관직을 사퇴하고 요양하게 된다. 하루는 그가 출근 길에 현기증을 느끼고 주저앉은 것을 놓고도 동인 측에서는 태도가 불량하다며 비난을 가했다. 동인은 계속 그를 탄핵하고 공격하였다.
그는 일단 당쟁의 조절을 위해서 서인의 영수인 심의겸을 비판하였고, 정인홍의 심의겸 탄핵 상소에도 동조하였음에도 1583년(선조 17년) 당쟁을 조장한다는 동인의 거듭된 탄핵으로 스스로 사직했다가, 같은 해 다시 돈녕부판사에 임명되고, 다시 이조판서가 되었다. 동인의 당원 송응개는 조정에서 이이는 나라를 말아먹은 간신이라고 면전에서 혹평하였다. 송응개는 이이가 불교 승려가 환속해서 자기가 최고라고 우기며, 언제는 심의겸도 좋다, 언제는 김효원도 좋다고 양비론을 펼치며 위로는 임금을 속이고 아래로는 백성을 속이니, 이이 같은 자야말로 나라를 팔아먹은 간신이 아니냐고 혹평을 가했다. 이이는 자신을 공격하다가 파직되거나 탄핵된 인물들이 자신을 비판한 이유를 꼼꼼히 따져보고, 오히려 자신을 비판한 이들의 석방과 탄원을 요구했다. 그러나 송응개가 처벌받을 때는 한 장의 탄원서도 써주지 않았다. 동인은 이이가 집무를 마치고 퇴청하던 중 현기증을 느끼고 비틀비틀한 것까지도 문제삼았다. 결국 그의 당쟁을 조절하려는 노력은 수포로 돌아갔고 동인들에 대한 이이의 미움과 원망, 인간적인 감정은 극에 달하게 되었다. 또한 당쟁 조절 노력에 협조하지 않는 같은 서인 당원들 일부에게도 인간적인 혐오감과 환멸감을 느끼게 된다.
1583년(선조 16년) 정여립은 예조좌랑이 되었는데, 이어서 이조전랑의 물망에 올랐다. 이이는 당시 이조판서직에 있었으며, 아마도 정여립의 과격한 성격을 간파하였던지 그의 임명을 반대하였다. 이이는 자신의 문인이기도 했던 그의 과격성을 보고는 은근히 그를 경계했다. 그러나 이이는 병세가 악화되어 결국 관직 생활을 오래 계속하지 못하고 세상을 떠났으며, 이이가 죽은 두달 후 정여립은 홍문관수찬에 올랐다. 정여립은 수찬에 오른 뒤 이이를 비난하고, 동인계 인사들과 가깝게 지내게 된다. 결국 정여립은 이이가 싫어했던 동인들과 가까이 했다는 비판을 받았으며, 결국 선조의 미움을 사서 벼슬을 사직하고 고향으로 돌아갔다.

#### 죽음
당색으로는 서인에 속했는데, 이 때문에 그는 동인과 서인의 당쟁을 조절하려고 노력하였음에도 성과를 거두지 못하고 동인의 공격 대상이 되었다. 그는 붕당에 대해서도 소인이라 하더라도 그 재주를 취해야지, 소인배들이라고 배척하는 것은 백성을 구제하는 도리가 아니라 하였다. 그는 성혼, 류성룡, 정구, 우성전, 송익필, 조헌 등의 지기들에게 당쟁을 조절하려다가 동인의 미움을 산 일을 한탄하며 통곡하였다. 동인의 집중 탄핵을 받아 지친 이이는 모든 관직에서 물러나 경장(更張)하고 싶어하던 구국의 뜻을 풀지 못한 채 병을 얻어 사퇴하고 와병하였다.
병석에 누운 동안에도 동인의 공격은 계속되었다. 그는 경기도 파주군 주내면 율곡촌에서 요양하던 중 차도가 없음을 알고 한성으로 내려왔으며, 1584년(선조 19년) 음력 1월 16일 새벽 한성부 대사동(大寺洞) 자택에서 향년 49세를 일기로 사망하였다. 그가 남긴 재산은 서재에 가득한 책들과 부싯돌 몇 개였다.
문인으로는 조헌, 김장생 등이 있다. 이 중 김장생은 그의 친구인 송익필의 문하와 성혼의 문하에서도 수학하였는데, 송익필이 노비로 환천 되면서 학문적 연원을 이이와 성혼에게서만 찾게 되었다. 1592년(선조 25) 4월 임진왜란이 터지자 선조는 어가를 타고 의주 파천길에 한탄하며 그의 이름을 불렀다고 한다.
사후 증 대광보국숭록대부 의정부 영의정 겸 영경연 홍문관 춘추관 관상감사에 추증(追贈)되었다. 그러나 그가 죽은 뒤에도 동인과 동인의 분파인 북인, 남인은 이이가 1년간의 입산 경력이 있음을 놓고, 불교와 관계했다 하여 온갖 트집을 잡아 비방을 하였다. 1591년(선조 24) 종계변무가 성사되자 그는 그해 음력 윤 3월 2일 광국원종공신 1등(光國原從功臣一登)에 특별히 추록되었다.

### 사후

제자이자 학문적 계승자인 사계 김장생
서인 예학의 종조였다.

장지는 경기도 파주시 법원읍 동문리 자운산 선영에 장사되었다. 증 영의정에 추증되고 문성공(文成公)의 시호가 내려졌다. 임진왜란 당시 그의 부인 교하 노씨와 하녀 1인이 그의 묘소 주변에서 시묘살이를 하며 묘소를 지켰다. 왜군이 노씨와 하녀를 겁탈하려 하자 이들은 자결로서 항거하였는데, 임진왜란이 종결된 뒤 후대에 그들의 시신을 수습하면서 누가 부인 교하 노씨이고 누가 하녀인지 분간할 수 없었으므로 이들의 시신은 율곡 이이의 묘소 앞에 합장하였다. 부인과 하녀의 묘소가 이이의 묘소 앞에 소재한 것은 그 때문이다.
1615년(광해군 7년)에 율곡의 애제자 김장생 등의 공의로 고향 파주에 그를 모신 사당 문성사(文成祠)가 설립되었다. 문성사는 1649년(효종 즉위년) 효종왕이 사액을 내려 자운서원(慈雲書院)이라 하였다. 1631년(인조 8년) 경기도 파주시 법원읍 동문리에 이이의 신도비(神道碑)가 세워졌다. 이항복(李恒福)이 글을 짓고 신익성(申翊聖)이 글씨를 썼으며, 김상용(金尙容)이 새겨 넣었다.
우계 성혼과 구봉 송익필과는 이웃에 사는 절친한 친구였는데 인조 때 서인이 집권하면서 이이와 성혼을 문묘에 종사해야 한다는 여론이 나타났으며 1682년(숙종 8)에는 우계 성혼과 함께 문묘에 종사되었다. 다시 기사환국으로 출향되었다가 갑술환국으로 서인들이 집권한 후 다시 문묘에 종사되고 계속 제향되었다. 그가 죽은 후 황해도 백천(白川)에 문회서원(文會書院)이 건립되어 그를 제사하였으며, 강원도 강릉의 송담서원(松潭書院) 그밖에 풍덕의 구암서원(龜巖書院), 황주의 백록동서원(白鹿洞書院) 등에 배향되었다. 등 전국 20여 개 서원에 배향 되었다.

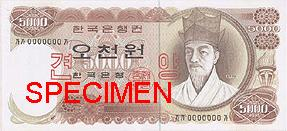
1970년대부터 사용되던 5천원 은행권, 당시 우리나라에는 제조 기술이 부족했던 탓에, 영국에서 대신 만든 터라 율곡 이이의 초상화가 서양 사람처럼 묘사되어 있다.

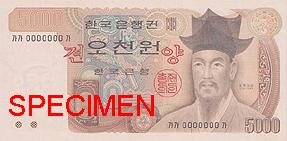
1983년 6월 11일부터 2006년 1월 1일까지 사용되던 대한민국의 5천원 은행권

1972년 7월부터 대한민국에서 발행중인 5천원권 지폐 도안의 주인공으로 선정되었다. 이후 몇 차례에 걸쳐 화폐 도안이 변경되었으나 5천원권의 모델로는 지금도 채택되고 있다. 하지만 초창기에는 대한민국에서 은행권 제조 기술이 부족했기 때문에 영국에 위탁했는데 영국에서는 이이를 그의 초상과는 너무 다르게 묘사했기 때문에 결국 다시 그려지게 되었다. 2007년 신권이 도입되었을 때도 기존 화폐에 그려진 초상들과는 상당히 다르게 그려졌고, 1천원권 지폐, 1만원권 지폐와는 달리 동일인물임에도 초상이 계속 변모했다.
박정희는 그의 개혁안을 높이 평가하여 이순신, 세종대왕, 광개토대왕, 이황 등과 함께 역사적인 국민 영웅으로 강조하였는데, 이는 그를 정치적으로 이용하기 위한 목적이었다는 비판이 제기되고 있다.

## 이이의 사상
이이의 사상과 학문은 사계 김장생(金長生)을 거쳐 김집, 안방준, 우암 송시열-수암 권상하-한원진(韓元震) 등 서인 노론으로도 이어졌고, 우계 성혼의 문인들과 결속한 사계 김장생(金長生)과 김집의 또다른 문하생 일부, 윤황과 윤선거 등을 통해 서인 소론에게도 계승되었다.
임진왜란과 병자호란, 정묘호란으로 도망노비 발생 및 신분제도 해체가 가속화되자 이이의 문하생들은 봉건사회 해체 양상에 반발, 신진관료·지주 중심의 사회 운영을 합리화하며 송익필 계열의 예학을 내세운다. 그러면서도 한편으로는 이이를 자신들의 정신적 지주임을 재선언했고, 이이의 사상이 주자학을 정통으로 계승했음을 강조했다. 이이의 정통성을 입증하기 위해 서인은 계속 이이의 성균관 문묘 종사운동을 벌였고, 이이는 스님일 뿐이라는 근기남인계 허목, 윤휴, 윤선도 등의 정면반박을 받게 된다. 당초 집권세력의 견제를 위해서는 반대세력이 소수나마 존재해야 한다, 붕당에 관계없이 어느 당에도 소인과 군자는 있다는 이이의 견해를 고수하던 서인, 노론은 1623년 인조반정 때까지만 해도 남인과 연립정권 구성을 시도하기도 했다. 그러나 예송을 계기로 이이의 견해를 버리고 남인 및 반대파에 대한 탄압정책을 실시하게 된다.

### 학문관
그의 학문 즉 성리설의 특징은 논리적이다. 반면에 이황은 체험을 중시한 것이었다.
그는 학문에 대하여 실생활에 적용할 수 있는 학문을 참된 학문이라고 규정하였다. 아무리 훌륭하고 고결한 이론이라고 해도 현실에 적용이 불가능하다면 이는 헛된 공리공담이라는 것이 그의 사상이었다. 그러나 그의 후배인 서인은 그의 실용사상을 사장시키고 관념적이고 교조적으로 나아가 당쟁을 격화시키게 된다.

### 경장론
당시 성리학이나 다른 학문에서는 사물, 어느 국가나 사회에 생성기, 창업기와 수성기가 있고, 그 다음으로 멸망, 소멸의 단계가 있다고 보았는데, 이이는 수성기와 멸망 사이에 경장(更張)이라는 것이 필요하다고 보았다. 시작, 창업기를 거쳐서 창업에서 멀지 않은 시점에 위기를 겪고 이를 잘 극복하는 것을 수성이라 하였다. 수성기의 단계를 거친 뒤에 어느정도 시간이 잡히고 정착된 뒤에는 다시 관료주의에 빠지거나 무사안일, 퇴폐에 빠진다고 보았다. 이때 그는 다시 국가와 사회를 다시 다잡을 필요성을 역설하고 그러한 중쇠나 관료주의, 고착화를 극복할 대안으로 다시 팽팽하게 조인다, 다시 긴장시킨다는 뜻의 경장이라는 개념을 도입하고 경장론(更張論)이라 하였다. 그리고 경장의 방법으로 변통(變通), 전면 개정이 아닌 일부 수정, 재정비를 경장의 방법으로 제시하였다.
그는 자신이 살던 사회를 조선이 건국한 뒤 어느정도 체제는 안정되었지만 정비된 각종 제도가 무너져가는 중쇠기(中衰期)의 단계라고 보고, 일종의 국가 재건, 조직 재건과 비슷하게 시급한 국가의 재정비가 필요하다고 보고 이를 경장(更張)이라 하였다. 그는 당시 시대가 바로 경장이 요구되는 시대라고 판단하였다. 따라서 전통이나 구질서에 집착하지 말고, 기존의 것을 현실에 맞게 수정, 고치는 변통(變通)을 통한 일대 경장이 필요하다고 보았다. 그는 자신의 저서 《동호문답》, 《만언봉사》 등에서 경장의 방법, 사회를 다시 개혁하는 안, 안민(安民)을 위한 국정 개혁안을 제시하였다.
《만언봉사》에서 그는 "때에 알맞게 한다"(時宜)는 것을 강조하였다. 그는 "정치에 있어서는 때를 아는 것이 소중하고 일에 있어서는 실질적인 것에 힘쓰는 것이 중요하다"고 하였고, "때에 알맞게 한다"(時宜)는 것은 시대의 변화, 환경의 변화에 따라 때에 따라 변통을 하고, 각종 제도와 법을 마련하거나 기존의 법, 제도를 정비해서 백성을 구제하는 것이라고 주장하였습니다. 인습에 안주하거나 집착하지 않고 변화된 시대나 생활에 맞춰서 현실에 맞도록 고치고 개정하는 것이 백성을 구제하는 것이라 보았다. 시대가 바뀌고 환경이 바뀌면 제도나 법이 맞지 않을 수도 있기 때문에, 현실에 맞지 않다면 그 시대 분위기, 환경에 맞게 제도를 개혁, 정비해야 되고 이러한 변통을 통해 경장을 할 수 있다, 그리고 시대의 문제와 사회의 부조리, 백성들의 불편함을 해소, 구제할 수 있다고 제시하였다.
그는 자신이 살던 조선 중기를 중쇠기로 지적한 이유로, 각종 민생 범죄, 유랑민 증가, 왜구나 여진족의 수시 약탈, 양반 관료층의 기강 해이 등을 들고 이를 백성들의 경제적 파탄현상으로 진단했다. 그는 이러한 백성들의 생활 파탄의 원인으로 각종 오래된 제도와 인습의 폐단, 현실을 대변하지 못하는 이상론, 관념론에 대한 집착으로 규정했다. 따라서 경장의 방법으로 국가의 통치체제 정비, 공안(貢案)과 군정(軍政)등 부세(賦稅)제도의 개혁, 노인과 아이에게까지 거둬가는 세금과 각종 지방관과 향리들에 의한 가렴주구 개선, 세금 납부 항목과 국가 조세 등에 대한 일원화 및 세금액수 균등화 등을 제시했다. 그는 국가와 사회의 재정비가 필요하고, 그 재정비의 방법으로 그는 큰 틀은 유지하되 법률 개혁, 제도 개선 등을 통해 당시 현실, 시대상을 반영하게 해야 된다고 하였다.
그밖에도 그는 백성들의 사회교화 역시 경장의 하나라고 보고 서원향약(西原鄕約), 해주향약(海州鄕約), 사창계약속(社倉契約束) 등을 만들어 향약과 사창법을 실시하고 지방에 서원, 향교, 서당의 건립을 보급, 적극 장려하여 지방 인심 습속의 교화를 역설했다.

### 일도설
그는 이와 기는 하나라고 판단했다. 그의 사상은 기발이승일도설(氣發理乘一途說)로 대표되며 퇴계의 사단칠정(四端七情)설로서 이기호발설을 배격하였다. 그가 23세 때 지은 《천도책(天道策)》에 이미 그 바탕이 드러나 있다. 즉 율곡은 이황이 기(氣)와 이(理)는 서로 독립되어 있다는 데 이설(異說)을 제기하여 우주의 본체는 이기이원(理氣二元)으로 구성되었다는 것은 인정하나 이와 기는 공간적으로나 시간적으로나 분리되거나 선후(先後)가 있는 것이 아니라고 보았다. 따라서 이와 기는 최초부터 동시에 존재하며 영원무궁하게 떨어질 수 없는 것이어서 이는 조리(條理), 즉 당연의 법칙으로 우주의 체(體)요 기는 그 조리를 구체화하는 활동이니 우주의 용(用)이라 주장하였다.
즉 이황의 설은 호발설이고 이이는 일도설이었다. 하지만 이황의 칠정설인 기발이승설만을 취한 것이다. 반면에 그의 사단설인 이발기수(理發氣隨)설을 비판하였다. 또한 그것은 이황과 사단칠정설논쟁을 벌인 기대승의 영향을 받은 것이다. 또한 서경덕에 대해서도 기중심의 설로서 독창적이지만 문제가 있다며 비판한다. 그의 설은 기가 운동하고 이는 그 원인이 된다는 설에 근거한 것이다. 그는 자기의 주장을 발전시키면서 이 주장이 주자의 뜻과 어긋나면 주자가 잘못 된 것이라고까지 하는 자신을 얻게 된 것이다. 이같이 그는 학문으로 유명할 뿐 아니라 경세가(經世家)로서도 혁혁한 업적을 남겼다. 훗날 영남의 유직이 효종원년에 올린 상소문에서 이이의 설을 불교와 육왕(육구연과 왕수인)과 같은 주기설로서 이단이라고 공격하였다. 그는 이황이야말로 주리설로서 정학이라는 사상에 근거하여 이이를 비판했던 것이다. 그후 주리설은 정학이고 주기설은 이단이라고 여겨지게 되었다. 그 상소로 인하여 유직은 조정으로부터 처벌받아 과거시험을 응시할 수 있는 자격을 박탈당하였다. 하지만 이이 역시 기의 뿌리가 이라고 말하였기 때문에 주리설이라고 할 수 있다. 또한 이황과 이이 모두 기의 뿌리가 리라고 했기 때문에 모두 이일원론 또는 이기일원론이라고 할 수 있다.
그의 저작인 《동호문답(東湖問答)》, 《성학집요(聖學輯要)》, 《인심도심설(人心道心說)》, 《시무육조소(時務六條疏)》 등은 모두 임금의 도리와 시무를 논한 명저로 그의 정치에 대한 태도는 유학자의 이상인 요순시대를 실현하는 것이었다.

### 향약과 규례
이 밖에 정치적 부패의 타개와 백성의 구제에 대한 방책에 관해서는 한층 구체적인 포부를 가지고 있었다. 《만언봉사(萬言封事)》에서 율곡은 부패의 시정책 7개항을 제시하였는데 특히 그 중 십만양병설을 주장하여 임진왜란을 예언한 것은 유명한 사실이다. 이 밖에도 대동법의 실시와 사창의 설치 등을 제의한 일은 조선 사회 정책에 획기적인 혁신을 가져오게 하였으며, 일반 민중의 계몽을 위하여 《서원향약(西原鄕約)》, 《해주향약(海州鄕藥)》, 《사창계약속(社倉契約束)》, 《동거계사(同居戒辭)》, 《학교모범(學敎模範)》, 《해주은병정사학규(海州隱屛精舍學規)》, 《약속(約束)》, 《문헌서원학규(文獻書院學規)》 등의 규례를 많이 만들었다.

### 정당관
그는 기존의 성리학의 사상처럼 정당을 군자의 정당과 소인의 정당이 존재한다고 보았다. 그러나 조선 명종 때까지만 해도 붕당을 형성하는 것은 죄악으로 보는 시각이 강했는데, 그는 붕당을 부정할 것만은 아니라고 보았다. 이이의 붕당관은 기존의 성리학적 붕당관에서 벗어나지 않았으나, 소인의 정당을 완전히 배척할 수 없음을 인정하고, 다만 군자의 정당을 상대적으로 많이 등용함으로써 문제를 줄여가는 것으로 해결해야 된다고 판단하였다.

### 여성 교육관
그는 기존의 유교나 성리학의 남녀 차별에 반대하였다. 여성 역시 하나의 인간이자 인격체로 간주하였고, 여성에게도 유교와 성리학을 가르쳐 인의예지와 도덕적 소양을 가르쳐야 된다고 확신했다. 그의 이런 사상은 집안의 여성들에게 사서삼경을 직접 가르치는 것으로도 나타났다. 또한 그는 어머니 신사임당의 영향을 받았는데, 이는 딸들에게도 유교와 성리학을 가르쳤던 외할아버지 신명화의 영향력이기도 했다. 그러나 동시에 여러 명의 첩을 거느리는 이중적인 면모를 보이기도 한다.

### 독서관
이이는 그의 저작 자경문(自警文)에서 독서에 대한 생각을 규정하였다.
새벽에 일어나면 아침나절 할 일을 생각하고, 아침밥을 먹고 나면 낮 동안 할 일을 생각하고, 잠자리에 들 때면 내일 할 일을 생각한다. 아무 일이 없으면 마음을 내려놓고 일이 있으면 반드시 생각을 하여 일 처리에 마땅한 방도를 얻어야 할 것이다. 그런 뒤에 독서를 한다. 독서란 옳고 그름을 분변(分辨)하여 일을 행하는 데 실천하는 것이다. 만약 일을 살피지 않고 오뚝 앉아 독서만 한다면, 무용한 학문이 된다.

또한 격몽요결의 4장에서 율곡은 독서에 대해 상세히 논하고 있다. '배우는 사람은 늘 이 마음을 보존하여 사물의 유혹에 져서는 안 된다. 반드시 이치를 따져보고(窮理), 선(善)을 밝힌 뒤에야 마땅히 행해야 할 도리가 눈앞에 드러나 앞으로 나아갈 수 있는 것이다. 그러므로 도(道)로 드러내는 데는 이치를 따지는 것보다 앞서는 것이 없고, 이치를 따지는 데는 독서보다 앞서는 것이 없다. 왜냐하면 성현(聖賢)들이 마음을 쓴 자취와 본받거나 경계해야 할 선과 악이 모두 책에 있기 때문이다.'라고 하여 독서를 세상, 사물의 이치와 진리를 깨우치는 가장 기본적인 단계로 해석하였다.

### 학맥
이이는 학문적으로는 김종직 학파의 직계로서, 친구인 성혼과 함께 백인걸의 문하생이었다. 성혼은 백인걸 외에도 성수침에게도 사사했는데, 백인걸과 성수침은 조광조의 문인이었다. 이들의 친구였던 노수신 역시 이연경의 문인으로, 이연경 역시 조광조의 문인이었다.
그는 관료생활 중에도 스승인 백인걸을 자주 찾았는데, 이이가 백인걸과 함께 정암 조광조와 퇴계 이황의 인물평을 논하면서 정암과 퇴계의 우열을 놓고 평을 했는데, 이때 이이는 스승인 백인걸에게 조광조에 대해 타고난 성품은 훌륭하였지만 학문이 성숙하지 못한 채 관직에 나가서 일을 그르쳤다고 소신을 피력했다. 백인걸은 조광조의 문하생이었다.
조광조는 다시 김종직의 문하생의 한사람인 김굉필의 문하생이기도 하다. 이이와 성혼의 문하생들 중의 한명인 사계 김장생의 문하에서 송시열과 송준길 등이 배출되었고, 이이와 성혼은 후일 서인의 종주로서 추앙되었다.

## 평가

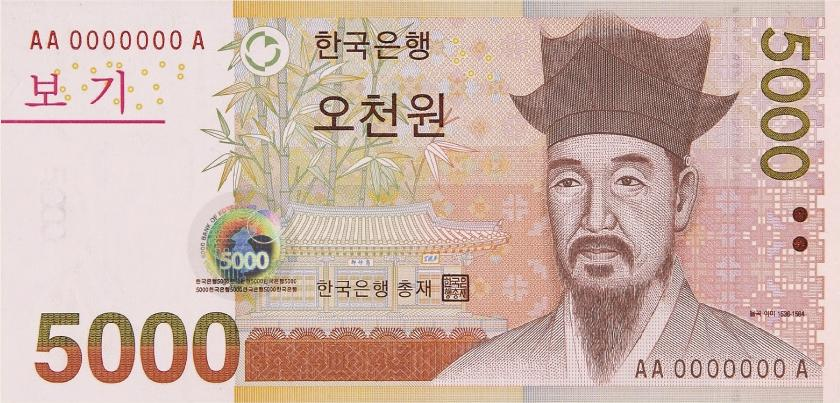
율곡 이이의 초상이 쓰인 대한민국의 5000원 지폐

### 긍정적 평가
이항복은 이이의 신도비를 썼다. 이이의 제자인 김장생은 이이의 가장 큰 제자로 이이의 일대기인 ‘행장’을 지어 이이의 업적을 찬양하였다. 김장생은 이이를 추모한 율곡행장에서 “고려 말엽에 문충공 정몽주 선생이 처음으로 도학(道學)을 열어 명유들이 이어져 조선에 와서 번창한다. 그러나 학문이 높고 밝은 데에 이르고 재주가 경국제세의 역량을 감당할 만하고 의리로써 벼슬에 나아가고 물러났던 사람에는 조광조와 율곡 두 분이었다.”라고 평가하고 율곡이야말로 만세토록 태평성대의 나라를 세우려 했으니 그 공로가 원대하다 말하겠다며 극찬하였다. 그는 제자들에게 동방지성인(東方之聖人)이라는 칭호를 받고 기호학파를 형성하여, 후세의 학계에 강력한 영향을 끼쳤다. 그의 제자로는 사계 김장생, 중봉 조헌, 수몽 정엽, 묵재 이귀 등의 학자들이 율곡의 문하였다.
율곡이 대학자이면서 뛰어난 정치가로 평가 받을 수 있었던 점에는 몇 가지 요인이 있다.
첫째, 신사임당을 어머니로 두었다는 점이다. 율곡은 어렸을 때 문학, 예술에 조예가 깊은 신사임당으로부터 수학했다. 조선 시대에는 여성은 한문 서적을 읽지 않는 것이 관례였다. 어머니에게서 글을 배우고 학문을 익히는 것은 극히 이례적인 일이라고 할 수 있다. 그만큼 글을 읽고 쓰는 것을 좋아했기 때문에 가능했을 것이고, 또 그것이 남들과는 독자적인 길을 갈 수 있는 밑바탕이 되었을 것이라 짐작된다.
둘째, 퇴계 이황이라는 선배가 있었다는 점이다. 율곡은 23세 때 도산서원으로 직접 퇴계를 방문했고, 그 뒤로도 편지를 주고받으며 학문과 개인적 신상에 관해 의견을 나눴다. 고향으로 돌아가려는 퇴계를 극구 만류했고, 퇴계가 죽고 나서는 만시(輓詩)를 지어 애도했다. 퇴계와 함께 조선 성리학의 두 줄기를 형성했다는 평가를 받는다. 후대 학자들이 학파와 붕당의 형성에 따라 퇴계와 율곡 사이에 건널 수 없는 강이 흐르는 것처럼 만들고, 그에 따라 학문적으로나 정치적으로나 적대적인 관계처럼 되어버렸지만, 당대에는 서로를 인정한 좋은 선후배였다. 율곡은 그런 선배와의 편지 교류 등을 통해 학문적 연마를 할 수 있었고, 선배가 이루어놓은 성과를 디딤돌로 해서 자신의 학문적 세계를 구축할 수 있었다.
셋째, 선조 시대에 활동했다는 점이다. 율곡이 관직에 진출하자마자 문정왕후가 사망하고 외척인 윤원형이 탄핵을 받았다. 사화로 얼룩졌던 시대는 지나가고 사림이 중앙의 무대에 오르는 때가 된 것이다. 개혁 의지가 강하고 학문적 역량이 있었던 율곡이 사림파가 정계의 중심이 된 때에 관직에 들어갔다는 것은 행운이었다. 율곡보다 서른다섯 살 위였던 퇴계의 경우 사림이 위축되었던 때에 관계에 있었으므로 조정에 염증을 느끼고 고향으로 물러나는 쪽으로 생각을 굳혔던 것과는 대비된다. 물론 선조의 한계, 사림의 분열 등 이후 전개되는 상황이 율곡을 괴롭혔다는 점을 간과할 순 없다. '십만 양병설' 등의 건의에 대해 선조가 미온적으로 받아들였고, 또 붕당에 대해 중립적인 입장을 견지하여 조율하려고 했으나 동인과 서인 양쪽으로부터 공격을 받는 결과를 낳아 정치적 성과를 거두지는 못했다. 그렇더라도 율곡은 항상 중앙 정계의 한 중심에 서 있었다.
넷째, 학문적 지식이 있었던 친구들과 교류했다는 점이다. 평생의 친구인 성혼, 송익필, 정철 등 당대의 인사들이 주위에 있어 학문적으로나 정치적으로나 개인적으로 부족한 것을 채워주고 격려해 주어 자신의 역량을 펼칠 수 있었다. 율곡은 몸이 좋지 않거나 뜻이 좌절될 때면 선대의 고향인 파주로 물러나 학문과 교육에도 관심을 기울였다. 그 결과 학문과 교육 분야에서도 많은 성과를 거둘 수 있었고 제자도 많이 양성했다.

### 부정적 평가
이준경이 당쟁의 화를 예언했을 때, 그는 뒤에 후회하고 신념을 바꾸기는 했으나 이준경을 강한 어조로 비난하여 그에 대한 처벌 여론을 형성하게끔 유도하기도 했다. 유성룡 등이 이준경을 옹호했는데 이는 후일 이인좌의 난 당시 경상북도 지역이 집중적으로 호응하는 원인을 제공한다.
당쟁의 조절을 위한 노력을 기울였으나 서인의 입장에서 조절하려 노력한 한계점이 있다.
택리지의 저자 이중환은 그가 동인 인사들이 유배되도록 사주했다며 비판하였다. 그에 의하면 '율곡은 유학자로서 이름이 높았고 또 서인으로 자처하지 않았으나, 세 차례에 걸쳐 귀양 보낸 일에 손을 쓴 것은 경솔했다.'며, '이 일로 조정이 혼란에 빠져 수습할 수 없게 되었으니, 그 책임을 면하기 어렵다.'고 비판했다.
지나치게 왕에게 의존적이었다는 비판도 있다. 이이는 지나치게 왕에게 의존하는 태도를 보였는데, 그것 역시 잘못이다. 그는 선조를 착한 개혁군주로 만들어 조선을 재건하려는 정치노선을 신봉했다. 그러나 심리적으로 건강하지 않은 인물에게 성인(聖人)이 되라고 요구하는 것은 의미없는 일이다. 물론 의지박약으로 큰 뜻을 세우지 못하는 왕에게 큰 뜻을 품으라고 설득하는 것도 마찬가지다.
정조처럼 좋은 아버지를 두지 못했기에 이이는 착하지만 세상일에 뜻이 없는 아버지에 대한 미련을 버리지 못하고 그 결과 지나치게 왕에게 집착했다.

## 저서 및 작품

저서 《격몽요결》

### 저서
- 《성학집요》(聖學輯要)
- 《격몽요결》(擊蒙要訣)
- 《동호문답》(東湖問答)
- 《소학집주》
- 《만언봉사》
- 《기자실기》
- 《경연일기》(經筵日記)
- 《석담일기》(石潭日記) - 경연일기의 일부였으나, 조선 숙종조 이후 따로 석담일기라는 이름으로도 널리 보급되었다.
- 《순언》(醇言)
- 〈인심도심설〉
- 〈김시습전〉
- 〈천도책〉

### 작품
- 《서원향약(西原鄕約)》
- 《해주향약(海州鄕藥)》
- 《사창계약속(社倉契約束)》
- 《동거계사(同居戒辭)》
- 《학교모범(學敎模範)》
- 《해주은병정사학규(海州隱屛精舍學規)》
- 《약속(約束)》
- 《문헌서원학규(文獻書院學規)》
- 《자경문》

### 번역된 저서
- 《 율곡선생 행장기 Ein Stern im fernen Osten der koreanische Gelehrte Yul-Gok》 《Gründel, 2004 독일》독일어 이양숙 번역[29]
- 《 격몽요결 Wegweiser für die unwissende Jugend von Gelehrte Yul-Gok》《Gründel, 2005 독일》 독일어 이양숙 번역
- 《 율곡선생의 금강산 시 Lyrische Reise in das Diamanten-Gebirge Koreas, Geum Gang san Shi》《Gründel, 2007 독일》독일어 이양숙 번역

## 가족 관계
강평공(康平公) 이명신(李明晨)의 5대손이며, 중종 때의 재상 이기, 이행 형제의 재종손이자 통덕랑 사헌부감찰을 지내고 사후 증 숭정대부 의정부좌찬성에 추증된 이원수(李元秀)와 정경부인 신사임당의 셋째 아들이었다.
- 증조부 : 이의석(李宜碩)
- 증조모 : 해주 최씨(海州崔氏)
- 조부 : 이천(李蕆)
- 조모 : 남양 홍씨(南陽洪氏), 홍귀손(洪貴孫)의 딸
  - 아버지 : 이원수(李元秀, 1501 ~ 1561) - 통덕랑 사헌부감찰 수운판관 역임, 좌찬성에 추증
- 외조부 : 신명화(申命和, 1476 ~ 1522)
- 외조모 : 용인 이씨(龍仁李氏, 1480 ~ 1569), 이사온(李思溫)의 딸
  - 어머니 : 신사임당(申師任堂, 1504 ~1551)
    - 형 : 이선(李璿, 1524 ~ 1570)
    - 형수 : 선산 곽씨(善山郭氏), 곽연성(郭連城)의 딸
      - 조카 : 이경진(李景震)
      - 조카 : 이경항(李景恒)
      - 조카 : 조덕용(趙德容)에게 출가
      - 조카 : 정효전(鄭孝傳)에게 출가

    - 누나 : 이매창(李梅窓, 1529 ~ 1592)
    - 사위 : 조대남(趙大男, 1530 ~ 1586)
      - 조카 : 조준(趙峻)
      - 조카 : 조영(趙嶸)
      - 조카 : 조인(趙嶙)

    - 형 : 이번(李璠, 1531~1590)
    - 형수 : 남양 홍씨(南陽洪氏), 홍구성(洪九成)의 딸
      - 조카 : 이경승(李景升)
      - 조카 : 이경정(李景井)

    - 누나 : 윤섭(尹渉)에게 출가
      - 조카 : 윤담(尹聃)

    - 여동생 : 홍천우(洪天祐)에게 출가
      - 조카 : 홍석윤(洪錫胤)

    - 동생 : 이우(李瑀, 1542 ~ 1609)
    - 제수 : 덕산 황씨(德山黃氏), 고산(孤山) 황기로(黃耆老)의 딸
      - 조카 : 이경절(李景節)
      - 조카 : 정유성(鄭維城)에게 출가
      - 조카 : 권상정(權尙正)에게 출가
      - 조카 : 이시발(李時發)에게 출가
      - 조카 : 권진(權縉)에게 출가
      - 조카 : 권태일(權泰一)에게 출가
      - 조카 : 김치(金緻)에게 출가

    - 정실 : 곡산 노씨(谷山盧氏, ? ~ 1592년[30]), 목사 노경린의 딸
    - 측실 : 용인 이씨(龍仁李氏)
      - 서장남 : 이경림(李景臨)
      - 서녀 : 김집(金集)에게 출가

    - 측실 : 전주 김씨(全州金氏)
      - 서차남 : 이경정(李景鼎)

## 논란과 의혹
1579년의 곽사원의 제방송사가 정언지 등에 의해 1589년 터지게 된다. 이 10년 된 사건은 결국 주관 부처인 공조의 참판 정언지의 상소로 선조의 결심을 얻어 조사하게 되었다. 그 과정에서 의혹이 있는 송익필 일가의 뒤를 이이가 봐주었다는 것이다.
토목 공사를 둘러싼 부정 사건에 송익필의 조카 사위(송익필의 형 송한필의 사위)가 관련되었고, 그 동안 이이가 이 사건을 극력으로 돌보아주었다는 의혹이 있다.

### 동인의 남북 분당시 의심
이발, 정인홍 등이 우성전의 축첩을 문제삼은 것 역시 동인 강경파들의 온건파에 대한 불신, 의혹의 한 원인이 되었다. 우성전은 여러 명의 첩을 두었는데 이 점이 일부 동인 소장파들에 의해 의혹으로 제기되었다.
그런데 우성전이 문제가 되었을 때도 동인들은 이이를 (배후로) 의심했다. 우성전은 당시 동인들이 떠받들던 인물이었다. 우성전은 학문적 소양도 폭넓었고 지략이 남달랐으며, 경세에 대한 관점이 뚜렷하였다.
동인들이 "우성전이 대신이 된다면 만백성이 잘살 수 있을 것이다."라고 말했을 정도로 동인들이 떠받드는 새로운 지도자였다. 이런 우성전에게도 한 가지 흠이 있었는데, 기생 한 명을 지나치게 좋아한 것이었다. 심지어 우성전의 부모상 때에도 이 기생이 상례에 어긋나게 머리를 풀고 우성전의 집에 출입할 정도였다.
상중에 기생이 우성전의 집에 출입하는 것을 보고 해괴하게 여긴 인물은 동인 이발이었다. 이발은 사헌부장령으로 있던 정인홍에게 우성전의 부모상에 기생이 출입하더라고는 사실을 이야기하였다. 훗날 대북(大北)의 영수가 되는 정인홍은 재야에 오래 있던 사람으로서 자신의 깨끗한 처신을 자랑삼아 온 인물이었다. 그는 예에 어긋난 이러한 일을 두고 볼 수 없다면서 앞장서서 우성전을 공격했다.
정인홍이 우성전을 탄핵한 것은 이처럼 동인인 이발의 토로에 의한 것이었는데, 동인들은 이것 역시 이이가 뒤에서 조종한 것이라고 이이를 의심하였다.

### 유배 사주 의혹
훗날의 남인 학자 이중환은 자신의 저서 택리지에서 그가 (동인계) 사람들의 탄핵, 귀양을 배후에서 사주했다.는 의혹을 제기하였다.

### 불교 승려 의혹
19세에 어머니 신사임당의 갑작스러운 죽음에 충격을 받은 그는 금강산에 들어가 1년간 승려로 생활하였다. 그러나 후에 그의 정적들은 이를 두고 그가 사이비 학자, 학자의 탈을 쓴 중(불교 승려)이라고 인신공격성 비난을 가하였다. 율우의 문묘 종사 논쟁이 벌어지자 허목은 이이를 유학자의 옷을 입은 불교 승려라고 비판했다. 윤휴도 허목과 같은 시각에서 이이를 비판했다.
인조 즉위 초부터 시종 율곡 이이와 우계 성혼의 문묘 종사를 놓고 논란이 발생했다. 남인 중에서 율곡과 우계의 문묘 종사를 반대한 핵심 인물들은 미수 허목과 고산 윤선도, 백호 윤휴 등이었다.
율우의 문묘 종사 논쟁이 벌어지자 허목은 이이를 유학자의 옷을 입은 불교 승려라고 비판했다. 허목이 율곡 이이의 문묘 종사를 비판한 명목은 그의 학문이 유교가 아닌 불교에 바탕을 두었다는 것이었다.
학문에는 차례가 있고 공(功)에는 순서가 있다. 율곡은 한갓 큰 것을 이기려는 굉장한 논의를 갖고서 자신이 (싸움에서) 이기기만을 힘썼다. 그는 '먼저 중요한 길을 찾아 문정(門庭)을 훤히 연 뒤에라야 정해진 방향이 없이 널리 배울 수가 있다'라고 하였다. 이는 도(道)를 보는 것을 먼저 하고 학문을 뒤로 돌린 것으로 학문 방법을 거꾸로 한 것이다. 이는 불교의 돈오법(頓悟法)이지 공자의 가르침이 아니다.

허목은 이이가 당쟁을 조절하는 것처럼 행세했지만 '율곡은 한갓 큰 것을 이기려는 굉장한 논의를 갖고서 자신이 (싸움에서) 이기기만을 힘썼다.'며 이를 부인하였다.
백호 윤휴도 허목과 같은 시각에서 이이를 비판했다.
율곡 이이가 성학집요(聖學輯要) 서문에서 말하기를 '먼저 요로(要路)를 찾아서 문정(門庭)을 확실히 연 후에 정해진 방향 없이 널리 배우라'라고 했는데, 이 말은 크게 잘못되었다. ...(이하 중략)... 율곡의 말처럼 한다면 근본을 세움이 확실하지 못하고 방향이 정해지기도 전에 요로와 문정을 얻게 되는 것이니 이 무슨 말인가?...(이하 중략)... 이는 불가(佛家)의 거꾸로 배우는 방법이지 공자의 가르침이 절대 아니다.

허목과 윤휴에 의하면 율곡은 유학자가 아니라 유학자의 옷을 입은 불교 승려에 불과한데 승려를 어떻게 문묘에 종사하느냐는 비난인 셈이었다. 허목의 비판은 결국 율곡 이이의 출가 경력을 정치적으로 이용해 그의 문묘 종사를 막으려는 당파적 비판에 지나지 않는 것이었다. 남인 중에서 율곡과 우계의 문묘 종사를 반대한 핵심 인물들은 미수 허목과 고산 윤선도, 백호 윤휴 등이었다. 어린 시절 한때의 방황을 이들은 이해하지 않았다. 허목, 윤휴 등이 이율곡을 학자가 아니라 불교 승려라고 몰고 가자 분노한 송시열은 허목과 윤휴를 이단 사이비라고 규탄하였고, 이들에 대한 감정적인 분노를 품게 된다.

## 성격
성격은 솔직하였으며, 그는 위선과 가식을 극도로 혐오하여 꾸며서 말하기를 거절하였다.
그러나 도덕과 윤리와 예절이라는 이름으로 가장된 위선과 형식, 겉치례가 팽배한 사회에서 율곡의 이러한 사물의 본질에 입각한 정직한 자세는 통용되기 어려웠다. 율곡의 이러한 사물이나 인간에 대한 정직한 자세는 많은 오해를 불러일으켜 당시 동료는 물론 선배와 원로대신들로부터도 미움을 사 오국소인誤國小人이라고까지 지탄을 받았다.
주로 이황과 서경덕의 문인이었던 동인과 남인, 북인은 그가 18세에 불교에 입문했다가 환속한 점과, 그의 할아버지가 윤원형의 동료인 이기의 재종손이라는 점을 걸고 넘어지며 그를 계속 중상, 인신비방하였다.
성삼문의 백이 숙제 비판 역시 그르다며 백이 숙제도 옳고 주 무왕 역시 옳다는 양시론 역시, 대중을 현혹하고 혹세무민하려 한다는 이유로 동인과 남인 계열의 꾸준한 인신공격 대상이 되었다.

## 기타
- 1972년 이후 대한민국의 5천원권 지폐에 그의 얼굴이 선정되어 있다.
- 副室 경주 이씨(慶州李氏)에게서 얻은 2남 1녀중 딸은 그의 제자인 사계 김장생의 아들 신독재 김집의 부실이 되었다.
- 이이와 친분이 있던 송익필과 송한필에게서 예학을 배운 제자들 중 상당수는 송익필의 집안이 안당 가문을 역모로 몰았던 일로 몰락하자, 송익필의 제자, 송한필의 제자임을 숨기고 이이의 학맥을 계승한 것처럼 자처하기도 했다. 이는 송익필, 송한필에게서도 배웠으며 이이, 성혼 등에게서도 두루 수학한 김장생과 그의 일가를 통해 학맥 세탁을 했다.
- 승려에서 환속한 후 지은 《자경문》(自警文)은 일종의 전향서로도 해석된다.

### 유적지
문묘에 배향되어 있으며, 갑술환국 이후 문묘 종사는 확정되었다. 또한 경기도 파주시에는 그의 위패와 영정이 봉안돼 있는 서원인 자운서원과 여생을 보낸 누각 화석정이 있다. 황해도 백천(白川)의 문회서원(文會書院)에 배향되었다. 파주 이이 유적(坡州 李珥 遺跡)이 2013년 2월 21일 대한민국의 사적 제525호로 지정되었다.

### 율곡 이이가 저술했다고 전해지는 예언서
율곡 이이가 썼다고 예언서로 전해지는 '칠언고결','옥룡자청학동비결','오백론사비기' 등이 있다.

## 같이 보기
| - 성리학 - 이언적 - 일원론 - 십만 양병설 - 대공수미법 - 서얼 허통 - 서인 - 이순신 - 이원수 - 신사임당 - 이기 - 이행 - 이황 - 성혼 - 정철 - 조식 | - 주자대전 - 기묘사화 - 을사사화 - 임진왜란 - 조헌 - 정여립 - 유몽정 - 정개청 - 심의겸 - 심통원 - 윤원형 - 심의겸 - 심충겸 - 정인홍 - 조광조 | - 박승임 - 인조반정 - 문묘 - 송갑조 - 김장생 - 김집 - 송익필 - 송시열 - 송준길 - 김효원 - 삼현수간 |

## 문묘·종묘 동시 배향 인물
- 이언적
- 이황
- 이이
- 김집
- 송시열
- 박세채

## 참고 문헌
- 인종실록
- 명종실록
- 선조실록
- 대동야승
- 석담일기
- 국조보감
- 국조방목
- 사마방목
- 국조인물고
- 국조인물지
- 연려실기술
- 동악선생문집
- 이이 『율곡전서』 / 정원재 pdf